# يوسف علي (لاعب كرة قدم)
يوسف علي (مواليد 4 مايو 2000) هو لاعب كرة قدم سوداني، يشغل مركز الجناح الأيسر، ويلعب حاليًا لصالح المريخ. وُلد في فنلندا وسبق له تمثيل المنتخبات السنية للفنلندية، قبل أن يختار تمثيل منتخب السودان لكرة القدم منذ عام 2023.

## مسيرته مع الأندية
بدأ علي مسيرته مع أندية الشباب في لبا وإيسبو نادي هلسنكي، ثم انضم إلى فريق كلوبي 04 ‏ في 2016 حيث خاض 24 مباراة وسجل 5 أهداف. بعد ذلك، لعب مع إلفس نادي يوفاسكولا بنظام الإعارة، قبل انتقاله إلى فريق الشباب في دينامو زغرب.
في عام 2019، انضم علي إلى بافوس القبرصي وسجل خمسة أهداف مع فريق الشباب هناك، قبل أن يعود إلى فنلندا للتوقيع مع إيه سي أولو عام 2020.
لعب بعدها لصالح إتش آي إف كي ولاختي ورييباس لاختي، قبل الانتقال إلى لبا/فيا البارغا في 2024، حيث سجل 13 هدفًا في 10 مباريات. في يناير 2025، انضم علي إلى نادي المريخ السوداني ليخوض تجربة جديدة في الدوري السوداني الممتاز.

## مسيرته الدولية
مثّل علي منتخب فنلندا تحت 17 عامًا عام 2017. في 2023، قرر تمثيل منتخب السودان، وخاض أول مباراة دولية له في 19 نوفمبر 2023 ضد منتخب الكونغو الديمقراطية، والتي انتهت بفوز السودان 1–0.

## حياته الشخصية
يوسف علي مسلم ملتزم، ويُعرف بالتزامه الديني خلال شهر رمضان.